# Terry Gander
Terry Gander (auch Terry J. Gander, Terence John Gander; * 17. September 1938 in Fulham, London) ist ein britischer Publizist sowie international bekannter Militärhistoriker und Fachbuchautor.

## Vita
Terry Gander wurde am 17. September 1938 im Londoner Stadtteil Fulham geboren. Über sein Privatleben ist wenig bekannt. Neben seiner international bekannten Tätigkeit als Fachbuchautor war er Mitherausgeber bei der Jane’s Information Group und als Publizist Direktor in den Firmen Spencer, Gander & Pell Publishers Limited und T.J. Gander Literary Service Limited.

## Werke
International bekannt wurde Gander durch seine Enzyklopädie Enzyklopädie deutscher Waffen 1939–1945, die er 1979 mit Peter Chamberlain verfasste und 1999 beim Motorbuchverlag in deutscher Erstausgabe erschien. Das Werk wird international als Standardreferenz zur Wehrtechnik genutzt. Neben seinen Büchern veröffentlichte er etliche Publikationen in Fachzeitschriften.

## Schriften
- Deutsche Übersetzungen (Auswahl):
  - Gander, Chamberlain: Enzyklopädie deutscher Waffen 1939–1945. Handwaffen, Artillerie, Beutewaffen, Sonderwaffen. Motorbuchverlag, Stuttgart 1999, ISBN 3-613-01975-2 (Originaltitel: Weapons of the Third Reich : an encyclopedic survey of all small arms, artillery, and special weapons of the German land forces, 1939–1945. Übersetzt von Herbert Jäger).
  - Moderne Maschinengewehre. Eine internationale Übersicht. Motorbuchverlag, Stuttgart 2000, ISBN 3-613-02013-0 (Originaltitel: Modern military techniques. Übersetzt von Herbert Jäger).
  - Artillerie heute. Eine internationale Übersicht. Motorbuchverlag, Stuttgart 1990, ISBN 3-7909-0405-8 (Originaltitel: The machine gun – a modern survey. Übersetzt von Hans-Joachim Müller).

- Englische Originaltitel (Auswahl):
  - Weapons of the Third Reich. An encyclopedic survey of all small arms, artillery and special weapons of the German land forces 1939–1945. Doubleday, Garden City, New York 1979, ISBN 0-385-15090-3.
  - Nuclear, Biological & chemical warfare. Ian Allan, New York 1987, ISBN 0-7110-1722-0 (Onlinevorschau – Internet Archive).
  - Jane’s Information Group (Hrsg.): Jane's military training systems, 1990–91. 3rd ed Auflage. Coulsdon, Surrey, London 1990, ISBN 978-0-7106-0916-8 (Onlinevorschau – Internet Archive).